# سرقة نازية

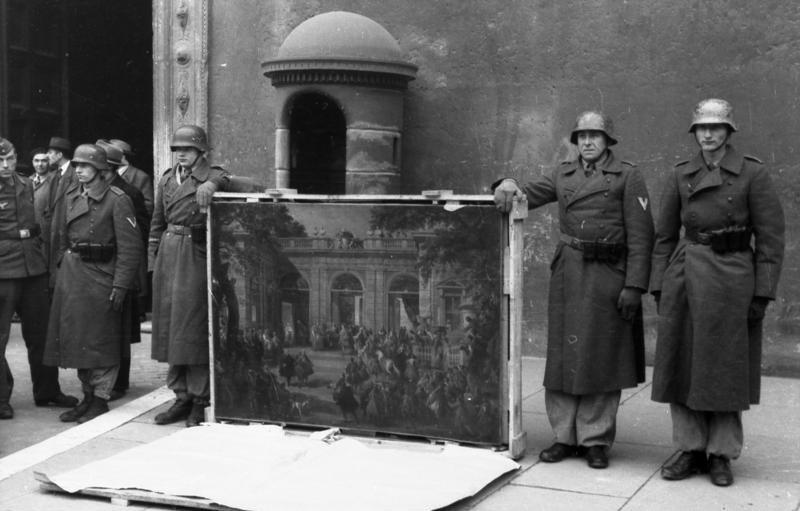
الجنود الألمان من شعبة غورينغ هيرمان من موقعه في الجبهة من قصر فينيسيا في روما في عام 1944 مع صورة مأخوذة من الببليوتيكا ديل متحف ناسيونالي دي نابولي قبل قوات الحلفاء 'وصولهم إلى مدينة تشارلز الثالث من بوربون تشي زرت ال بابا بينيديتو XIV نيلا بيت القهوة ديل كويرينال، والغجر من قبل جيوفاني باولو بنيني (متحف دي كابوديمونتي الجرد س 205)

السرقة النازية هي مصطلح يشير إلى سرقة الفن وغيرها من البنود التي سرقت نتيجة لنهب منظم للأصول الفنية من الدول الأوروبية خلال فترة الرايخ الثالث على يد الوكلاء الذين يتصرفون نيابة عن الحاكم الحزب النازي في ألمانيا. النهب وقع في الفترة من 1933 حتى نهاية الحرب العالمية الثانية.وقد تم النهب خاصة من قبل الوحدات العسكرية المعروفة باسم "حماية التراث الثقافي". كما أن النهب تم حدوثه في معظم الأحيان خلال الحرب، وليس دائما.
وبالإضافة إلى الأشياء المنقولة مثل الفضة والعملات، كانت سرقة المواد الثقافية مهمة بشكل خاص، بما في ذلك اللوحات الفنية والسيراميك، والكتب، والكنوز الدينية.
على الرغم من أن معظم هذه البنود تم إستعادتها من قبل الحلفاء مباشرة بعد الحرب، الا ان الكثير منها لا يزال مفقودا. وهناك جهود دولية جارية لتحديد العناصر التي لا تزال مفقودة، وذلك بهدف استعادتها في نهاية المطاف وارجاعها إلى أصحابها الشرعيين أو أسرهم.

## خلفية
أدولف هتلر كان فنانا غير ناجح، وهو من الذين تم رفض قبولهم في أكاديمية فيينا للفنون الجميلة. ومع ذلك، وفقد قال انه فكر في نفسه بأنه متذوق للفنون، وفي كفاحي هاجم بشراسة الفن الحديث ووصفه بالمتدهور والمنحط، بما في ذلك: الفنون التكعيبية؛ والفنون المستقبلية؛ والدادائية؛ وقد اعتبرها جميعا نتاج منحط لمجتمع القرن العشرين. وعندما أصبح هتلر في عام 1933 مستشار ألمانيا قد أجبر أن يتخذ المثل الأعلى الجمالي للأمة. كانت نوع من الفن الذي ارتضاه الحزب النازي وهي الصور والمناظر الطبيعية الكلاسيكية التي كتبها السادة القدماء، وخاصة من هم من أصل الجرمانية. كان يطلق عليها اسم الفن الحديث التي لم تطابق هذا الفن المنحط من قبل الرايخ الثالث، وكل ما وجد في المتاحف دولة ألمانيا كان ليتم بيعها أو دمرت. مع مجموع ما إثير وكان هدف الفوهرر هو لإقامة متحف الفن الأوروبي في لينز. كبار الشخصيات النازية الأخرى، مثل مارشال الرايخ الثانى هيرمان غورينغ وزير الخارجية فون ريبنتروب، وكانت أيضا عازمة على الاستفادة من الفتوحات العسكرية الألمانية لزيادة مجموعات الفن الخاصة.

## منظمات النهب النازية الألمانية

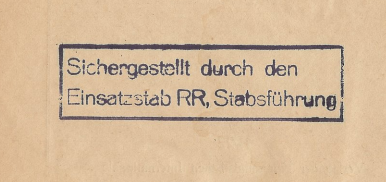
خاتم "موظفي العمليات الرايخ زعيم روزنبرغ"، وتستخدم 1941-1944 لوضع إشارة على الوثائق المضبوطة من قبل قوات الاحتلال الألمانية

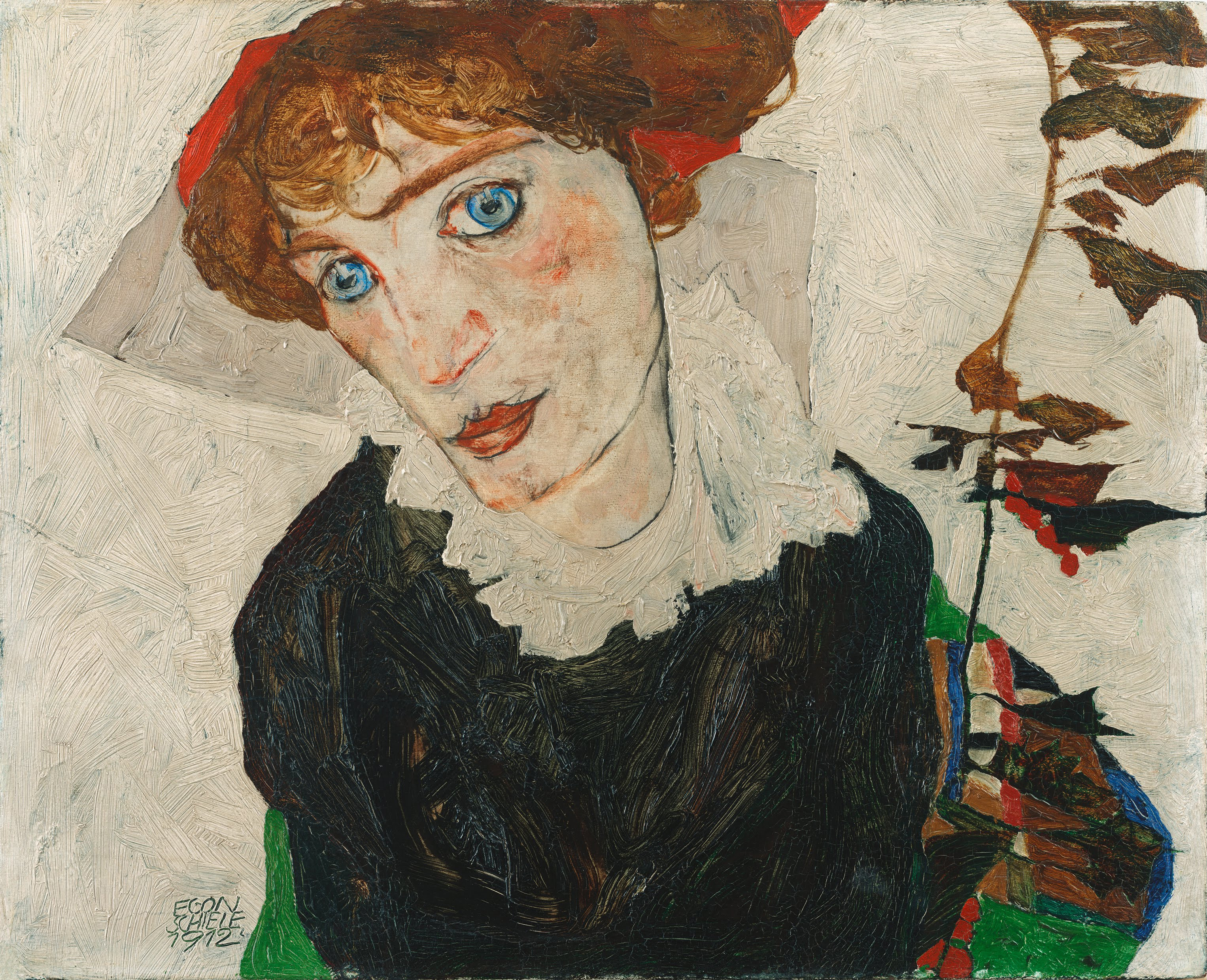
بورتَريهَ والي هي لوحة زيتية من عام 1912 بريشة الرسام التعبيري النمساوي إيغون شيلي. نهبها النازيون خلال عملية عملية أنشلوس. الآن ضمن مجموعة متحف ليوبولد، فيينا.

في حين أن النازيين كانوا في السلطة، فقد تم نهب كل الممتلكات الثقافية من الأراضي المحتلة وقد أجريت هذه بطريقة منهجية مع المنظمات التي أنشئت خصيصا لتحديد أية مجموعات والتي كانت عامة أوخاصة الأكثر قيمة للنظام النازي. وقد خصصت بعض الكائنات لهتلر الذي لم يدرك أبدا دليل المتحف، وذهب بعض الكائنات لغيره من المسؤولين رفيعي المستوى: مثل هيرمان غورينغ، في حين تم تداول الكائنات الأخرى لتمويل الأنشطة النازية.
في عام 1940، فإن تنظيما قد عرف باسم موظفي عمليات الرايخ زعيم روزنبرغ عن الأراضي المحتلة (إن القائد الوطنى معهد روزنبرغ عن الأراضي المحتلة)، أو يخطئ، والتي شكلت برئاسة لروزنبرغ من قبل جيرهارد Utikal. وحدة التشغيل الأول، الفرع الغربي لفرنسا وبلجيكا وهولندا، ودعا خدمة الغرب (الوكالة الغربية)، والتي تقع في باريس. رئيس هذه الدائرة ما كورت فون بير غرضه الأصلي ما لجمع يهودي والكتب والوثائق الماسونية إما للتدمير، أو لإزالة إلى ألمانيا لمزيد من «دراسة». ولكن في أواخر عام 1940، هيرمان غورينغ، التي في الواقع سيطرت على ERR، أصدرت لأمر لم تتغير بشكل فعال مهمة يخطئ، وتكليف ذلك للاستيلاء على المجموعات «اليهودية» الفنية وغيرها من الأشياء. النهوبة زمن الحرب كان لا بد من جمعها في مكان مركزي في باريس، ومتحف جو دي Paume عند هذه النقطة جمع عملت مؤرخ للفنون وغيرهم من الموظفين الذين جردت المسروقات قبل إرساله إلى ألمانيا. جورينج يؤمر كذلك فعل شأنه أولا أن تقسيم الغنائم بين هتلر ونفسه. لهذا السبب، من نهاية 1940 إلى نهاية عام 1942 سافر إلى باريس عشرين مرة. في دي Paume متحف JEU، تاجر الفن برونو Lohse نظموا 20 المعارض للنهب التحف الفنية حديثا، وخاصة بالنسبة للغورينغ، غورينغ التي اختارت من 594 قطعة على الأقل لمجموعته الخاصة. أدلى غورينغ Lohse ضابط اتصال له، وتثبيت له في ERR مارس 1941 نائبا لقائد هذه الوحدة. العناصر التي لا تريد أدلى هتلر وجورينج المتاحة لزعماء النازية الأخرى. تحت قيادة روزنبرغ وجورينج، فإن معدل العائد الاقتصادي ضبطت 21,903 التحف الفنية من البلدان المحتلة من قبل ألمانيا.
وشملت المنظمات النهب النازية الأخرى قسم سيرز، والتي تديرها كاجتان سيرز، أي غورينغ تسيطر جدا وتعمل في المقام الأول في هولندا، وبلجيكا، وKuenssberg قيادة خاصة متصلا وزير الشؤون الخارجية يواكيم فون ريبنتروب، التي تعمل لأول مرة في فرنسا، ثم في روسيا وشمال أفريقيا.
هتلر قد أمر في وقت لاحق كانت جميع أعمال الفن المصادرة تتاح له مباشرة. المجموعات الفنية من العائلات اليهودية البارزة، بما في ذلك روتشيلد، وروزنبرج وGoudstikker واستهدفت عائلة شولوس بسبب قيمتها الكبيرة. بحلول نهاية الحرب، جمع الرايخ الثالث الآلاف من القطع الثقافية.
في أوروبا الغربية، مع تقدم القوات الألمانية، كانت عناصر من «فون ريبنتروب الكتيبة», سميت يواكيم فون ريبنتروب كان هؤلاء الرجال المسؤون عن دخول المكتبات الخاصة والمؤسسية في البلدان المحتلة وإزالة أي مواد التي تهم الألمان، وبخاصة البنود العلمية أو التقنية أو غيرها ممن يتميز بقيمة إعلامية.

## الاتحاد السوفياتي
للتحقيق وتقدير النهب النازي في الاتحاد السوفيتي خلال 1941 من خلال 1945، اللجنة الدولة السوفياتية فوق العادة للتحقق والتحقيق في الجرائم التي ارتكبت من قبل الغزاة الألمان الفاشيون والمتواطئين معهم التي شكلت في 2 نوفمبر 1942. خلال الحرب الوطنية العظمى وبعد ذلك، حتى عام 1991، جمعت اللجنة مواد عن جرائم النازية في الاتحاد السوفييتي، بما في ذلك حوادث نهب. وعقب الحرب مباشرة، واللجنة المبينة تقوم بتقصى الضرر والتفاصيل لأربعة وستين من مقتنيات المتحف السوفياتي الأكثر قيمة، من أصل 427 التالف منها. في الروسية SFSR، تم العثور على 173 من المتاحف قد تم نهبهم من قبل النازيين، مع البنود التي قد رقمت بمئات الآلاف.
بعد تفكك الاتحاد السوفياتي، فقد شكلت حكومة الاتحاد الروسي لجنة الدولة لاسترداد الأشياء الثمينة الثقافية ليحل محل اللجنة السوفياتية. خبراء من هذه المؤسسة الروسية تشاورت في أصل عمل اللجنة السوفياتية، بعد مواصلة الأعمال الفنية المصورة المفقودة خلال متحف الحرب متحفا من خلال متحف. اعتبارا من عام 2008، الأعمال الفنية المفقودة من 14 متحفا ومكتبات فورونيج أوبلاست، كورسك أوبلاست، بسكوف أوبلاست، روستوف أوبلاست، سمولينسك أوبلاست، شمال القوقاز، غاتتشينا، قصر بيترهوف، تسارسكوي سيلو (بوشكين)، نوفغورود ونوفغورود أوبلاست، وكذلك الهيئات التابعة لأرشيف الدولة الروسية والحزب الشيوعي تم تصنيفها من المحفوظات، في 15 مجلدا، ورفعت كل نهاية الشهر على شبكة الإنترنت. أنها الاحتواء معنتهخلومات مفصلة عن 1148908 من البنود من الأعمال الفنية المفقودة. إجمالي عدد العناصر المفقودة غير معروف حتى الآن، لأن فهرسة العمل في غيرها من المتاحف الروسية التالفة كان مستمرا.
ألفريد روزنبرغ أمر ما يسمى عمليات موظفي زعيم الرايخ روزنبرغ [ERR] FÜR في الأراضي المحتلة، الذي كان مسؤولا عن جمع الأعمال الفنية والكتب والمواد الثقافية من دول غزتها، وأيضا نقل مجموعاتها مكتبة القبض مرة أخرى إلى برلين خلال التراجع عن روسيا. "وفي بحثهم عن 'المواد البحثية' ERR الفرق وزار الجيش الألماني 375 المؤسسات الأرشيفية، 402 المتاحف والمعاهد 531، و 957 المكتبات في شرق أوروبا وحدها”. معدل العائد الاقتصادي تعمل أيضا في الأيام الأولى من الحرب الخاطفة من الدول المنخفضة. سبب هذا بعض الالتباس حول السلطة، والأولوية، وسلسلة القيادة بين الجيش الألماني، الكتيبة ريبنتروب فون والجستابو، ونتيجة لنهب الشخصية بين ضباط الجيش والقوات. هذه ERR كانت فرق، ومع ذلك، فعالة جدا. تقديرات حساب واحد أن من الاتحاد السوفييتي وحده: "هواة جمع البنود أخذت مائة ألف من الخرائط الجغرافية لأسباب أيديولوجية، للبحوث العلمية، كما يعني للحصول على معلومات السياسية والجغرافية والاقتصادية على المدن والمناطق السوفيتية، ”.

## بولندا

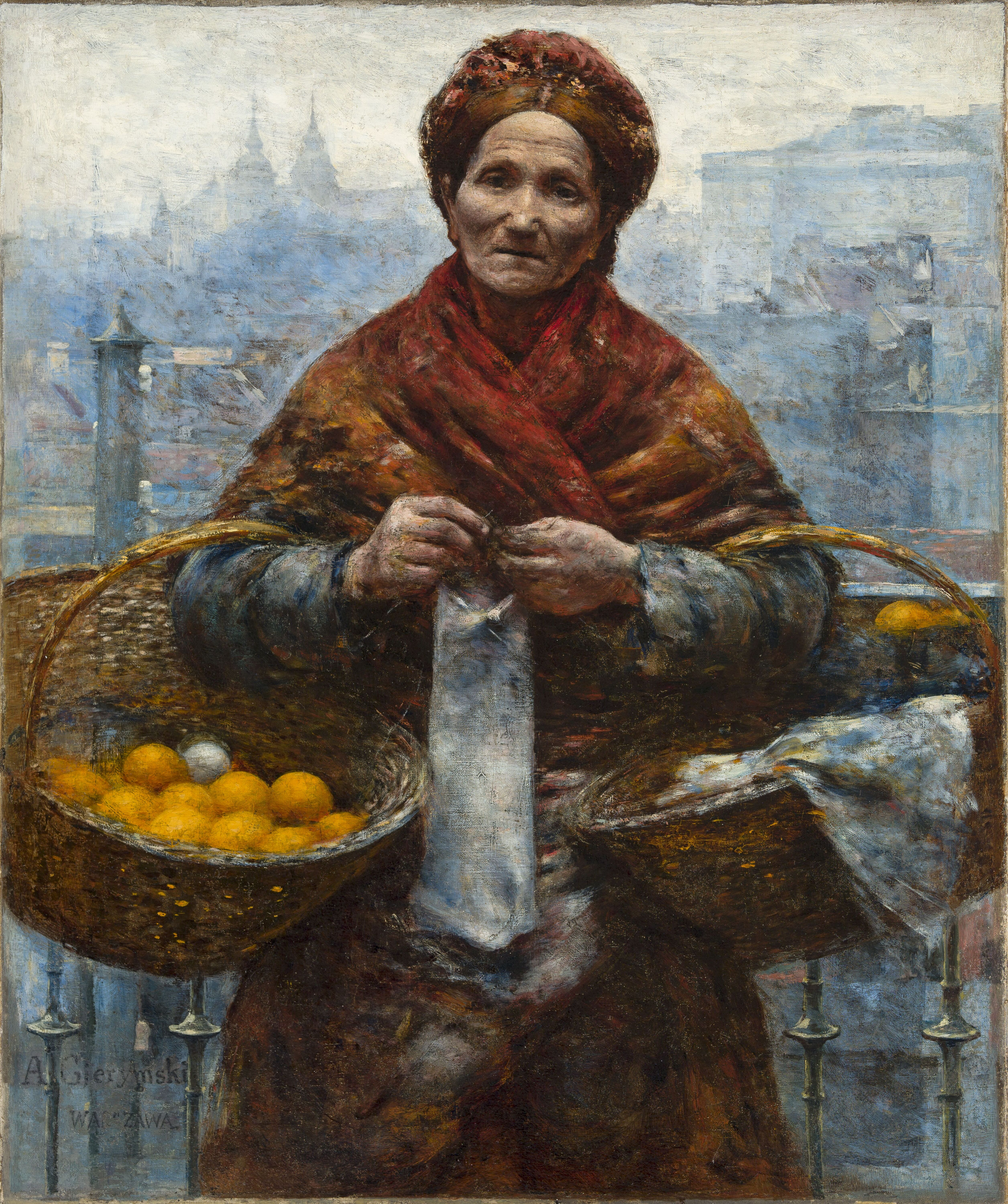
نهب الصورة بواسطة ألكسندر جيريمسكى «امرأة يهودية مع البرتقال» - تم العثور على 26 نوفمبر 2010، في مزاد الفن في بوكستيهود قرب هامبورغ في ألمانيا

بعد احتلال بولندا من قبل القوات الألمانية في سبتمبر 1939، النظام النازي حاولوا إبادة طبقاتها العليا وكذلك ثقافتها.  نهبت الآلاف من التحف الفنية، كما النازيون نحو منتظم خطة نهب أعدت حتى قبل بدء الأعمال العدائية. تم تدمير 25 المتاحف والعديد من المرافق الأخرى  وتقدر التكلفة الإجمالية للسرقة النازية الألمانية وتدمير الفنون البولندية عند 20 مليار دولار، أو ما يقدر ب 43٪ من التراث الثقافي البولندي؛. أكثر من 516,000 من القطع الفية قد نهبت بما في ذلك لوحات لرسامين أوربيين 2,800 ؛ 11,000 من لوحات الرسامين البولندية؛ 1,400 من المنحوتات؛ 75,000 من المخطوطات؛ 25,000 من الخرائط؛ 90,000 من الكتب، بما في ذلك أكثر من 20,000 طبعت قبل عام 1800، ومئات الآلاف من المواد الأخرى ذات القيمة الفنية والتاريخية. ألمانيا لا يزال لديها الكثير من المواد المنهوبة البولندية خلال الحرب العالمية الثانية. على مدى عقود كانت هناك في الغالب غير مجدية حيث جرت المفاوضات بين بولندا وألمانيا بشأن إعادة الممتلكات المنهوبة.